# Мартиазо
Респу́блика Мартиазо́ (фр. République de Martyazo) — сепаратистское государство, провозглашенным повстанцами хуту в Бурунди 1 мая 1972 года в Вьянде. Государство находилось в гористой коммуне Вугизо, между Макамбой и городом Ньянза Лак. 9 мая 1972 года силы доминирующего тутси правительства Мишеля Микомберо оккупировали регион, положив конец мятежу и существованию Мартиазо. Считается, что число погибших в восстании колебалось от 800 до 1200.
Государство назвали «таинственным» и «эфемерным» из-за отсутствия достоверной информации о нем. Из-за продолжительности жизни чуть более недели в Мартиазо не было создано никаких официальных правительственных структур. Тем не менее, предположительно, Антуан Серукваву был президентом государства.
Создание Мартиазо и убийство принца Нтаре V были двумя событиями, которые вместе послужили началом геноцида 1972 года в Бурунди.